# Gerbillus dalloni
Gerbillus dalloni är ett synonym till:
- Gerbillus agag, enligt Mammal Species of the World[1]
- Gerbillus nigeriae, enligt IUCN[2]